# 刘学俊
刘学俊（1963年3月—），男，汉族，山东青岛人，中华人民共和国政治人物。现任中国广播艺术团团长，民盟北京市委副主委，北京市政协常委。第十四届全国政协委员。